# Милорадович, Мило
Мило Милорадович (англ. Milo Miloradovich, полное имя Милка Кэтрин Дагмар Андреевич-Милорадович, англ. Milka Catherine Dagmar Andrejevich-Miloradovich; 21 января 1897, Спокан — 27 октября 1972, Нью-Йорк) — американская оперная певица (сопрано) и автор кулинарных книг.
Дочь сербского дворянина Душана Милорадовича (1856—1928) и его жены, урождённой Эммы фон Альмен (1858—1946). Училась вокалу у Марты Сандал и Конала Квирка (англ. Conal O’Cuirc Quirke; 1876—1965), затем отправилась в Европу с оперным режиссёром Жаком Куани. Дебютировала на сцене Льежской оперы. Вернувшись в США, продолжала обучение у Горацио Коннелла, Курта Шиндлера, Уолтера Голда, начала свою карьеру в своём родном городе в 1918 г. в партии Сантуццы («Сельская честь») под именем Эмили Милорадович. В 1919 г. перебралась в Нью-Йорк, где первоначально выступала как Мария Мило. В дальнейшем пела в различных американских антрепризах — в частности, в 1930 г. в Филадельфии в антрепризе Большой немецкой оперной компании выступила в партиях Фрейи («Золото Рейна»), Зигрун («Валькирия»), Воглинды («Гибель богов») и Церлины («Дон Жуан»), в 1931 г. пела в оперной компании Шатокуа. В 1932 году стала одной из победителей Наумбурговского конкурса молодых исполнителей. На протяжении 1930-х гг. выступала в Нью-Йорке как концертная певица, несколько раз пела в Метрополитен-опере.
Завершив исполнительскую карьеру, занялась кулинарными книгами. Опубликовала «Искусство итальянской кухни» (англ. The Art of Italian Cooking; 1948, в соавторстве с Марией Ло Пинто), «Искусство рыбной кухни» (англ. The art of fish cookery; Doubleday, 1949, 13-е издание 1972) и «Искусство готовки с травами и пряностями» (англ. The Art of Cooking with Herbs and Spices; 1950), дополнив последнюю отдельным изданием «Выращивание и употребление трав и пряностей» (англ. Growing and Using Herbs and Spices; 1952).
С начала 1950-х гг. занималась инвестиционным консультированием, сначала в брокерской фирме R.W. Pressprich & Co., а затем в составе Fiduciary Trust Company of New York (ныне подразделение Franklin Templeton). В конце жизни была также директором Фонда дикой природы Норкросса (англ. Norcross Wild Life Foundation), учреждённого по завещанию Артура Норкросса-младшего (1895—1969), двоюродного племянника Эмили Дикинсон, и ведавшего заповедником Норкросса в округе Хампден (Массачусетс).